# Niżniekundriuczenskaja
Niżniekundriuczenskaja (ros. Нижнекундрюченская) – stanica w Rosji, w obwodzie rostowskim, w rejonie ust-donieckim. W 2010 liczyła 1634 mieszkańców.